# Ethnische Konflikte auf den Salomonen (1998–2003)
Ethnische Konflikte auf den Salomonen begannen 1998. Sie wurden 2003 durch eine australisch-neuseeländische Militärintervention beendet.

## Ursachen
Die geographische Fragmentierung der Salomonen (7 Hauptinseln, zahlreiche zum Teil entlegene Inseln) und die Multilingualität (87 Sprachen) erschwerten eine zentrale Kontrolle. Es existierte kein politisches Gemeinsamkeitsbewusstsein. Die Zentralregierung befand sich auf der Insel Guadalcanal. Um wirtschaftlichen Erfolg oder politischen Einfluss zu erlangen, kam es zu einer unkontrollierten Übersiedlung von Einwohnern der Insel Malaita nach Guadalcanal. Dort kauften viele Malaiter Boden von Einheimischen. Das Erbsystem auf den Salomonen ist matriarchalisch. Zahlreiche Verkäufer waren zum Landverkauf nicht berechtigt, was zu Rückgabeforderungen seitens der einheimischen Clans führte, wobei es zu ersten Gewalttätigkeiten kam. Die Bewohner der entlegenen Inseln forderten politische Mitwirkungsmöglichkeiten und staatliche Investitionen in Randgebieten. Eine Expertenkommission erarbeitete daraufhin Vorschläge für eine Verfassungsänderung, die eine Umwandlung des zentralistischen in ein föderalistisches politisches System und die Eindämmung der politischen Korruption zum Ziel hatten. Diese wurden jedoch nicht praktisch umgesetzt.

## Verlauf des Konflikts
Im Jahre 1998 forderte der Provinzgouverneur von Guadalcanal, Ezekiel Alebua, in einer öffentlichen Ansprache von den zugewanderten Malaitern mehr Respekt vor der autochthonen Bevölkerung und Entschädigungen für durch die Zuwanderer angerichtete Schäden. In der Folge griffen junge Guadalcanaler in der Hauptstadt Honiara Malaiter an. Guadalcanaler, die sich zuvor Waffen verschafft hatten, gründeten die paramilitärische Organisation „Guadalcanal Revolutionary Army“, die später in „Isatabu Freedom Movement“ (IFM) umbenannt wurde. Im Folgejahr nahmen die Übergriffe auf Malaiter zu, woraufhin viele Malaiter Guadalcanal verließen. Zum Schutz vor der IFM entstand die „Malaita Eagle Force“ (MEF), die die malaitische Bevölkerung schützen und Kompensationsforderungen für erlittene Schäden durchsetzen sollte. Premierminister Bartholomew Ulufa'alu suchte um Internationale Hilfe nach, da die innerstaatlichen Kräfte für die Stabilisierung des Landes nicht ausreichten. Australien und Neuseeland sagten finanzielle Hilfe zu, waren aber nicht gewillt, sich militärisch zu engagieren. Die salomonische Regierung verhandelte mit den Konfliktparteien. Allerdings wurden sämtliche Vereinbarungen nach wenigen Tagen gebrochen. Am 5. Juli 2000 putschte die unter malaiischer Kontrolle stehende paramilitärische Einheit „Seagulls“ in Kooperation mit der MEF. Ulufa’ala wurde in seinem Haus festgesetzt. Polizeistationen wurden besetzt und die dort lagernden Waffen an Angehörige der MEF ausgegeben. Manasseh Sogavare wurde zum Premierminister ernannt, in dieser Funktion aber nur von der MEF anerkannt. Es kam zu einer Intensivierung der Zusammenstöße zwischen MEF und IFM und zu Plünderungen. Die Unruhen sollen zwischen 12 und 489 Todesopfer gefordert haben. Am 15. Oktober 2000 trat das auf zwei Jahre befristete Townsville-Friedensabkommen in Kraft. Im Dezember 2001 wurde Sir Allan Kemakeza zum Premierminister ernannt. Er ersuchte Australien und Neuseeland um Hilfe. Diese boten Vermittlungsdienste bei Verhandlungen und finanzielle Unterstützung an und schlossen ein militärisches Engagement aus. Die Wirtschaft des Landes war um 25 % zurückgegangen, internationale Investitionen waren um 70 % rückläufig. Nach Ablauf des Townsville-Abkommens brachen die Gewalttätigkeiten erneut aus. Zahlreiche Waffen waren im Umlauf. Die Staatsmacht war nicht mehr in der Lage, politische oder kriminelle Straftaten zu verfolgen. In einigen Fällen waren Regierungsbeamte und Polizisten in kriminelle Aktivitäten involviert.

## Die Intervention
Im Sommer 2003 beschlossen Australien und Neuseeland die Entsendung bewaffneter Kräfte auf die Salomonen. Dazu sah man sich veranlasst, da die Salomonen sich nicht selbst stabilisieren konnten und man befürchtete, dass sie zum Aktionsgebiet krimineller und terroristischer Organisationen werden könnten. Zudem befürchtete man ein Übergreifen des Konflikts auf die zu Papua-Neuguinea gehörende Insel Bougainville. Die Einsatzgruppe „Regional Assistance Mission to the Solomon Islands“ (RAMSI) wurde mit einer Gesamtstärke von 2225 Mann aufgestellt. Davon waren 1500 australische Soldaten und 155 australische Polizisten, 105 neuseeländische Soldaten und 35 neuseeländische Polizisten. Am 24. Juli 2003 begann unter dem Namen „Operation Helped Frem“ der Einsatz auf den Salomonen. Der Besitz von Schusswaffen wurde unter Strafe gestellt. Alle Handfeuerwaffen konnten innerhalb von 21 Tagen straffrei abgegeben werden. 3400 Waffen wurden abgegeben. Der Anführer der Milizionäre an der Westküste, Harold Kreke, kapitulierte. Die bewaffneten Verbände der Konfliktparteien waren schlecht bewaffnet, unausgebildet und undiszipliniert. Zu Jahresende 2003 waren Ordnung und Sicherheit gewährleistet. Ca. 5500 an den Ausschreitungen beteiligte Personen wurden festgenommen. Die Staatsfinanzen wurden konsolidiert und Löhne und Gehälter an Beamte und Angestellte des öffentlichen Dienstes ausgezahlt. Es kam zu personellen Umstrukturierungen der salomonischen Polizei (100 Festnahmen, 400 Entlassungen). Die Intervention wurde von der Mehrheit der salomonischen Bevölkerung begrüßt. Das Vertrauen zur Einsatztruppe wird in der Redewendung „Weitim olketa RAMSI bae kam stretem“ (Lass uns warten, bis RAMSI kommt und es repariert) manifestiert.